# 첨성로
첨성로(Cheomseong-ro)는 경상북도 경주시 사정동에서 시작하여, 인왕동을 거쳐 선덕네거리까지 연결하는 도로이다.

## 노선 경로
| 교차로 이름           | 도로 명칭          | 근처 건물         | 환승 국도    |
| --------------------- | ------------------ | ----------------- | ------------ |
| 명칭 없음             | 형산강변로, 강변로 | 신라초등학교      | 35번국도     |
| 황남동주민센터 네거리 | 금성로             | 황남동주민센터    | -            |
| 황남초등학교 네거리   | 포석로             | 구. 황남초등학교  | 구. 35번국도 |
| 명칭 없음             | 계림로             | 대릉원, 첨성대 등 | -            |
| 선덕 네거리           | 원화로, 양정로     | 선덕여고          | 구. 7번국도  |

## 같이 보기
- 첨성대
- 경주역사유적지구